# جبل رحبة
جبل رحبة هو قمة في جبال الحجر، شمال شرق دولة الإمارات العربية المتحدة، في إمارة رأس الخيمة. يبلغ ارتفاعها 1،543 مترًا (5،062 قدمًا)، وهي إحدى أعلى القمم في دولة الإمارات العربية المتحدة، وتقع بالكامل داخل أراضي الإمارات.
بين جبل رحبة (1543م) وجبل الراعي (1691م)، أعلى قمة في البلاد، توجد سلسلة من التلال المهمة يبلغ طولها 5 كيلومترات، تسمى سلسلة جبال رحبة.
على المنحدر الشرقي لجبل رحبة، الذي تعرض حاليًا لأضرار بالغة نتيجة إنشاء طريق واسع، تتدفق جداول متقطعة وأودية صغيرة وروافد وادي جب، والذي يعد بدوره أحد روافد وادي شاه/وادي شاه؛ وعلى المنحدر الغربي يشكل وادي رحبة، الذي يصب مباشرة في الخليج الفارسي.

## سكان
كانت المنطقة الجغرافية لجبل رحبة طير تاريخيًا مأهولة بقبيلة بني شطير، أحد القسمين الرئيسيين لقبيلة الشحوح شبه البدوية، التي احتلت، من بين مناطق أخرى، منطقة قبيلة الشحوح بني بخيت.

## المعالم الجغرافية
جبل رحبة هو خامس أعلى قمة في دولة الإمارات العربية المتحدة، يقع على بعد 7.2 كم إلى الغرب من جبل جيس/جبل بلعيص (1911م)، وتقع قمته في محافظة مسندم في سلطنة عمان.
قد يبدو ارتفاع جبل رحبة متواضعا بالمقارنة مع المواقع الجبلية في أجزاء أخرى من العالم، ولكن بالنظر إلى أن معظم أنحاء البلاد به تضاريس مسطحة في الغالب، فإن جبل رحبة يمثل استثناءً ملحوظًا.
وبهذا المعنى فإن أعلى الجبال في الإمارات، والتي تقع بالكامل داخل أراضيها، أو التي تقع قمتها على الحدود مع عمان تماماً، هي:
- جبل الراعي (1،691م) إمارة رأس الخيمة - الإحداثيات 25.94419° شمالاً، 56.15219° شرقاً
- جبل سال (1،575م) [7] إمارة رأس الخيمة (على الحدود بين الإمارات العربية المتحدة وعمان) - الإحداثيات 25.93251° شمالاً، 56.16921° شرقاً
- جبل حرف تلة - ط (1،568م) [8] إمارة رأس الخيمة (على الحدود بين الإمارات وعمان) - الإحداثيات 25°41'21.4"N 56°09'30.6"E
- جبل حرف تلا - II (1،555م) [9] إمارة رأس الخيمة - الإحداثيات 25°41'11.8"N 56°09'20.9"E
- جبل رحبة (1،543م) [10]إمارة رأس الخيمة - الإحداثيات 25.92610° شمالاً، 56.11689° شرقاً
- جَبَل ٱلْمبْرَح (1،505م) إمارة الفجيرة - الإحداثيات 25.64860° شمالاً، 56.12860° شرقاً
- جبل يبير (1،489م) [11] إمارة رأس الخيمة - الإحداثيات 25.667600، 56.135750
- جبل يبانة (1،480م) [12] إمارة رأس الخيمة (على الحدود بين الإمارات العربية المتحدة وعمان) - الإحداثيات 25.87500° شمالاً، 56.16000° شرقاً
- جبل شنتال (1،435م) [13] إمارة رأس الخيمة - الإحداثيات 25.94184° شمالاً، 56.13511° شرقاً
- جبل قضاعة (1،375م) [14] إمارة رأس الخيمة - الإحداثيات 25.77781° شمالاً، 56.14190° شرقاً

## الأسماء الجغرافية
سجل اسم جبل رحبة في الوثائق والخرائط التي أنتجها بين عامي 1950 و1960 المستعرب ورسام الخرائط وضابط الجيش والدبلوماسي البريطاني جوليان فورت ووكر، أثناء العمل المنجز لترسيم الحدود بين ما كان يسمى آنذاك. إمارات الساحل المتصالح، التي أكملتها وزارة الدفاع (المملكة المتحدة) لاحقًا، على خريطة بمقياس رسم 1:100000 نُشرت في عام 1971.

## مناخ
المناخ جاف. متوسط درجة الحرارة 28 درجة مئوية. الشهر الأكثر سخونة هو يونيو، عند 36 درجة مئوية، والأبرد، يناير، عند 16 درجة مئوية. ويبلغ متوسط هطول الأمطار 184 ملم في السنة. الشهر الأكثر أمطارًا هو نوفمبر، حيث يبلغ معدل هطول الأمطار 37 ملم، والأكثر جفافًا هو أغسطس، حيث يبلغ معدل هطول الأمطار 2 ملم.
| مخطط المناخ جبل الرحبة | مخطط المناخ جبل الرحبة | مخطط المناخ جبل الرحبة | مخطط المناخ جبل الرحبة | مخطط المناخ جبل الرحبة | مخطط المناخ جبل الرحبة | مخطط المناخ جبل الرحبة | مخطط المناخ جبل الرحبة | مخطط المناخ جبل الرحبة | مخطط المناخ جبل الرحبة | مخطط المناخ جبل الرحبة | مخطط المناخ جبل الرحبة |
| --- | ---------------------- | ---------------------- | ---------------------- | ---------------------- | ---------------------- | ---------------------- | ---------------------- | ---------------------- | ---------------------- | ---------------------- | ---------------------- |
| 01 | 02                     | 03                     | 04                     | 05                     | 06                     | 07                     | 08                     | 09                     | 10                     | 11                     | 12                     |
| 22 20 11 | 19 23 13               | 32 29 16               | 28 36 23               | 7 43 28                | 5 42 31                | 6 40 31                | 2 41 30                | 3 40 29                | 9 38 25                | 37 31 19               | 14 23 15               |
| متوسط درجة-الحرارة °س مجاميع الهطل مم |                        |                        |                        |                        |                        |                        |                        |                        |                        |                        |                        |
| بالوحدات الإنكليزية \| 01 \| 02 \| 03 \| 04 \| 05 \| 06 \| 07 \| 08 \| 09 \| 10 \| 11 \| 12 \| \| 0.9 68 52 \| 0.7 73 55 \| 1.3 84 61 \| 1.1 97 73 \| 0.3 109 82 \| 0.2 108 88 \| 0.2 104 88 \| 0.1 106 86 \| 0.1 104 84 \| 0.4 100 77 \| 1.5 88 66 \| 0.6 73 59 \| \| متوسط درجة-الحرارة °ف مجاميع الهطول ″ \| \| \| \| \| \| \| \| \| \| \| \| |                        |                        |                        |                        |                        |                        |                        |                        |                        |                        |                        |
| 01 | 02                     | 03                     | 04                     | 05                     | 06                     | 07                     | 08                     | 09                     | 10                     | 11                     | 12                     |
| 0.9 68 52 | 0.7 73 55              | 1.3 84 61              | 1.1 97 73              | 0.3 109 82             | 0.2 108 88             | 0.2 104 88             | 0.1 106 86             | 0.1 104 84             | 0.4 100 77             | 1.5 88 66              | 0.6 73 59              |
| متوسط درجة-الحرارة °ف مجاميع الهطول ″ |                        |                        |                        |                        |                        |                        |                        |                        |                        |                        |                        |

| 01                                    | 02        | 03        | 04        | 05         | 06         | 07         | 08         | 09         | 10         | 11        | 12        |
| 0.9 68 52                             | 0.7 73 55 | 1.3 84 61 | 1.1 97 73 | 0.3 109 82 | 0.2 108 88 | 0.2 104 88 | 0.1 106 86 | 0.1 104 84 | 0.4 100 77 | 1.5 88 66 | 0.6 73 59 |
| متوسط درجة-الحرارة °ف مجاميع الهطول ″ |           |           |           |            |            |            |            |            |            |           |           |

## صالة عرض

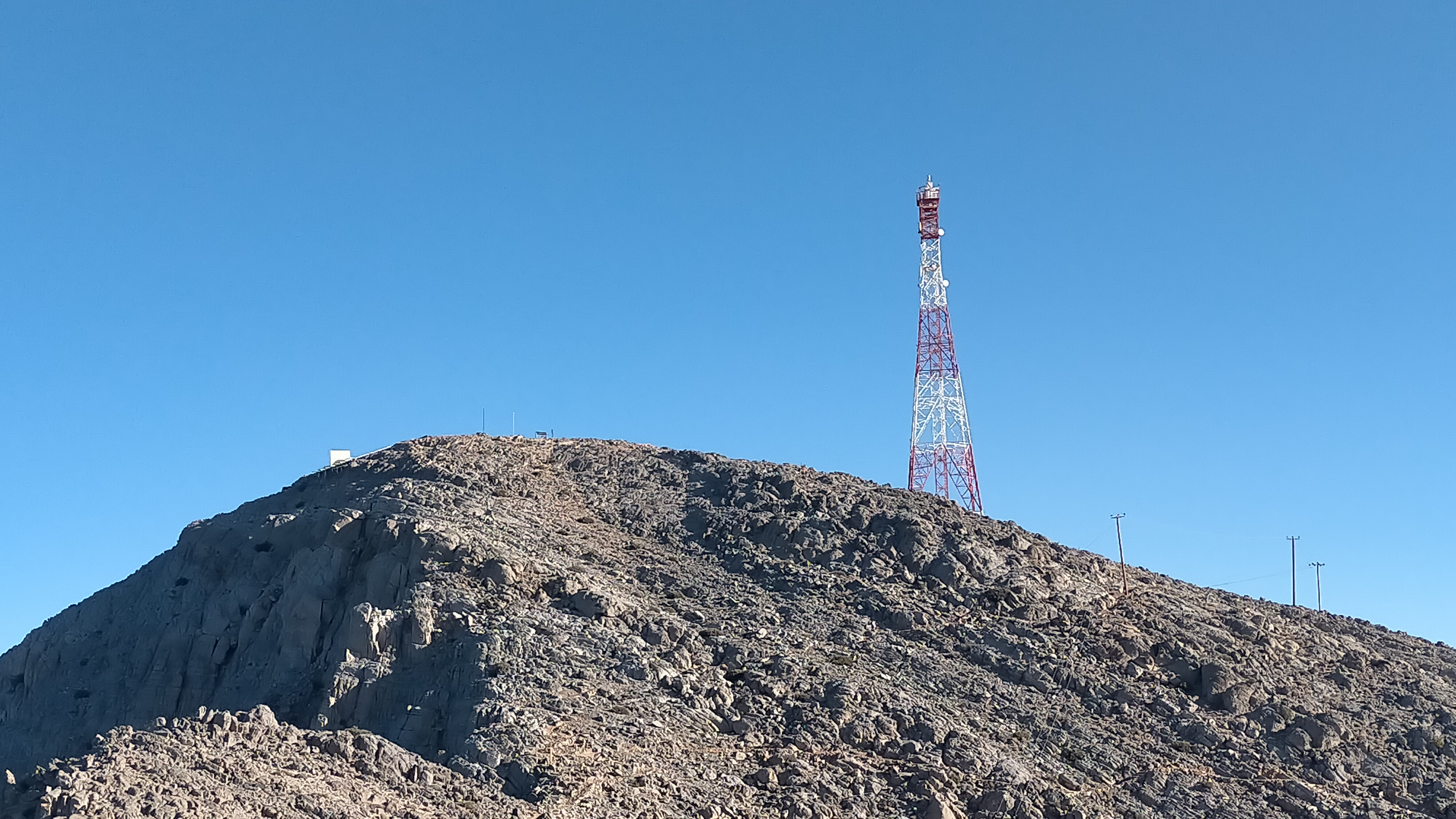
قمة الجبل
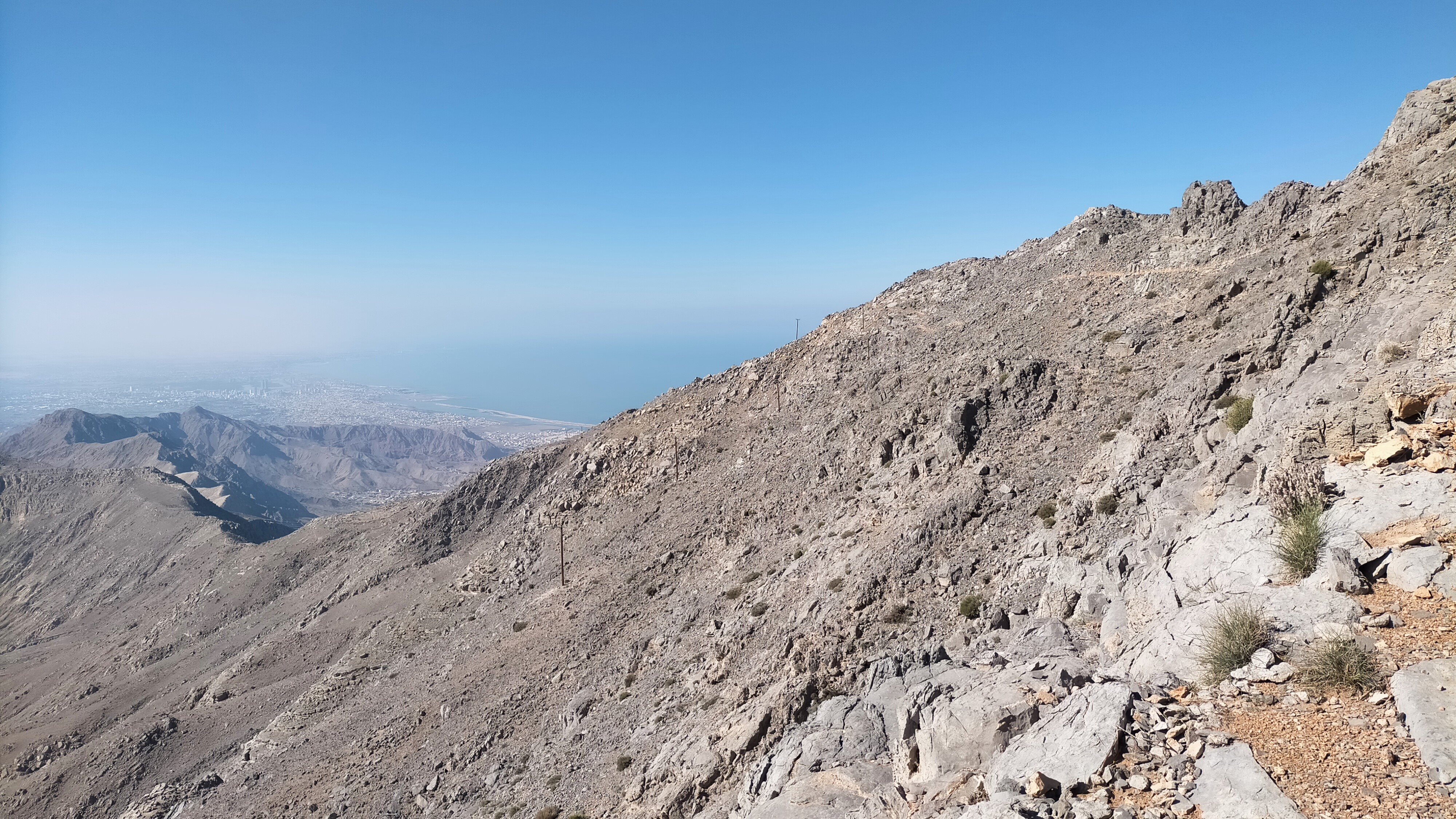
إلى الجنوب من جبل رحبة (1543 م) تمتد سلسلة من التلال تمتد لحوالي 10 كم، موازية لساحل الخليج العربي